# Eduard Pawlowitsch Krugljakow
Eduard Pawlowitsch Krugljakow (russisch Эдуард Павлович Кругляков; * 22. Oktober 1934 in Krasnodar; † 6. November 2012 in Nowosibirsk) war ein russischer Physiker.

## Leben
Krugljakow studierte an der Fakultät für Strahlenphysik des Moskauer Instituts für Physik und Technologie (MFTI) mit Abschluss 1958. Darauf trat er auf Einladung Gersch Izkowitsch Budkers in das 1957 gegründete Institut für Kernphysik der Sibirischen Abteilung der Akademie der Wissenschaften der UdSSR (SO-AN-SSSR) in Nowosibirsk-Akademgorodok ein. Ein Arbeitsschwerpunkt war die Entwicklung von Messmethoden für die berührungslose Plasmadiagnostik. Er setzte Laser ein und benutzte Methoden der optischen Interferometrie, um die Elektronentemperatur und die Dichte in einem schnell strömenden Plasma zu messen. Damit konnte erstmals die Plasmaaufheizung an der Front einer kollisionsfreien Stoßwelle gemessen werden. Er war beteiligt an der experimentellen Bestimmung der Durchschlagsfestigkeit des Wassers, die bis auf das Fünffache erhöht werden konnte.
1975 verteidigte Krugljakow seine Doktor-Dissertation über den Einschluss eines Plasmas in einem Viel-Spiegel-Magnetfeld. Damit bestätigte er die grundlegenden Ideen von Gersch Izkowitsch Budker, W. W. Mirnow und Dmitri Dmitrijewitsch Rjutow. Darauf wurde er Laboratoriumsleiter. In der Folge wurden die Experimentiereinrichtungen GOL-1 und GOL-M zur Untersuchung der Fusion mittels magnetischen Einschlusses aufgebaut. Viel beachtet wurden auch Krugljakows Untersuchungen starker Langmuir-Turbulenzen in Plasmen. 1987 wurde er Korrespondierendes Mitglied der AN-SSSR.
1988 wurde Krugljakow Vizedirektor des Instituts für Kernphysik, Im Mittelpunkt der Arbeiten stand die Plasmaphysik und die kontrollierte Kernfusion. 1997 wurde Krugljakow Akademiker (Vollmitglied der Russischen Akademie der Wissenschaften (RAN)). 2005 ging Krugljakow in den Ruhestand und wurde Berater der RAN. Den Lehrstuhl für Plasmaphysik der Universität Nowosibirsk leitete er bis zu seinem Tode.
Krugljakow war Mitglied und seit 1998 Leiter der 1988 von Witali Lasarewitsch Ginsburg gegründeten Kommission gegen Pseudowissenschaft und Wissenschaftliche Fälschung. 1991 hatte das Kommissionsmitglied Jewgeni Borissowitsch Alexandrow die in den 1980er-Jahren von sowjetischen Physikern propagierte Torsionsfeldtheorie für die Informationsübertragung mit Überlichtgeschwindigkeit als Betrug entlarvt, was deren Förderung durch das russische Wissenschaftsministerium 1992–1995 und das russische Verteidigungsministerium 1996–1997 nicht verhinderte. Seit 2006 erschien unter Krugljakows Leitung im Verlag Nauka das regelmäßige Bulletin In Verteidigung der Wissenschaft. Nach Krugljakows Tod übernahm Jewgeni Borissowitsch Alexandrow die Leitung dieser Kommission.
Krugljakow unterzeichnete mit Schores Iwanowitsch Alfjorow, Garri Israilewitsch Abelew, Lew Mitrofanowitsch Barkow, Andrei Iwanowitsch Worobjow, Witali Lasarewitsch Ginsburg, Sergei Georgijewitsch Inge-Wetschtomow, Jewgeni Borissowitsch Alexandrow, Michail Wissarionowitsch Sadowski und Anatoli Michailowitsch Tscherepaschtschuk den Offenen Brief der 10 Akademiker an Putin gegen die Klerikalisierung des Landes, den der Akademiker Georgi Sergejewitsch Golizyn zusammen mit den Korrespondierenden Mitgliedern der RAN Gennadi Wassiljewitsch Malzew und Felix Feodossjewitsch Kusnezow und den Akademikern Timur Magometowitsch Enejew und Georgi Alexandrowitsch Sawarsin 2007 veröffentlichte.
Krugljakow war verheiratet und hatte zwei Kinder. Im Laufe seines Arbeitslebens hatte er eine Ionendosis von 200 Röntgen erhalten. Er starb nach langer Krankheit.

## Ehrungen, Preise
- Staatspreis der UdSSR (1986)
- Ehrenzeichen der Sowjetunion
- Orden der Freundschaft
- Arzimowitsch-Preis der RAN (2001)
- Preis der RAN für die beste populärwissenschaftliche Arbeit